# Cédric Lyard
Cédric Lyard, född den 22 januari 1972 i Vif i Frankrike, är en fransk ryttare.
Han tog OS-guld i lagtävlingen i fälttävlan i samband med de olympiska ridsporttävlingarna 2004 i Aten.